# Tojotomi Hidejoši
Tojotomi Hidejoši (豊臣 秀吉, 17. ožujka 1536. – 18. rujna 1598.) je bio japanski general za vrijeme razdoblja Sengoku (1467.-1615.) te jedan od ujedinitelja Japana, uz Odu Nobunagu i Tokugavu Iejasua. 
Izdigao se iz redova pješaštva u jednu od najutjecajnijih osoba u Japanu. Bio je iznimno sposoban i lukav muškarac čije je sposobnosti prepoznao Oda Nobunaga. Hidejoši je služio u Nobunaginoj vojsci od 1558. godine. Hidejoši je imao fizičke osobine slične majmunu pa mu je Nobunaga dao nadimak saru, što u pijevodu znači majmun. Nakon što je saznao za Nobunaginu smrt Hidejoši se nalazio u provinciji Tamba gdje je provodio vojne operacije protiv klana Mori. Klanu Mori je ponudio prekid operacija i mir pod uvjetom priznanja zatečenih pozicija. Nakon toga je proganjao i ubio Nobunaginu ubojicu, Akechia Mitsuhidea. Potom se trebalo odlučiti tko će biti Nobunagin nasljednik te kako će se podijeliti Nobunagina imovina. Zbog toga je u srpnju 1582. godine sazvan sastanak preostalih generala u dvorcu Kiyosu. Odlučeno je da nasljednik bude Samboshi, sin pokojnog Nobutade (jedan od Nobunaginih sinova). U narednim godinama dva preostala Nobunagina sina, Nobukatsu i Nobutaka, su pokušala preoteti vlast, no nisu uspjeli. Unatoč tome što je odlučeno na sastanku u dvorcu Kiyosu da će Sanboshi vladati, pravi vladar je bio Hidejoši. Hidejoši je nastavio s ujedinjenjem Japana te je do ranih 1590-ih godina ujedinjenje bilo više-manje završeno. On je bio izvrstan general i strateg, te je za razliku od Nobunage bio sklon pregovarati sa svojim protivnicima, pretvarajući ih u saveznike. Kako bi smanjio potencijalne prijetnje svojoj vladavini 1588. godine je počeo seljacima diljem države oduzimati oružje, u takozvanim „Lovu mačeva“. Time je htjeo smanjiti prijetnju seljačkih buna i korištenje seljačkih vojski od strane svojih rivala. Taj potez je pomogao podijeliti društvo na seljačku i ratničku društvenu klasu. Takva društvena podjela klasa je učvršćena 1591. godine raznim propisima o „zamrzavanju“ društvenih klasa. Time nije bilo dopušteno seljacima da otiđu s polja i bave se nekim drugim poslom, a samuraji su morali živjeti u gradovima. U svojim zadnjim godinama Hidejoši je postajao sve više kao Nobunaga, paranoičan vođa koji je uvjeren da gotovo svi kuju protiv njega. Vjerovao je da njegov nećak, Hidetsugu, kuje urotu te ga je prisilio da počini samoubojstvo. Uz to je dao ubiti njegovu ženu i tri djece. Nakon što je ujedinio Japan, Hidejoši je htio širiti granice izvan Japanskog otočja te je 1592. godine naredio invaziju Koreje, no sile Koreje i Kine su ga zaustavile unatoč početnom uspjehu. Ponovno je pokušao s invazijom 1597. godine, no ni ta invazija nije uspjela. Umro je iduće godine.  